# 領事事務所
領事事務所（りょうじじむしょ、英: Consular Office、簡体字中国語: 领事办公室 / 领事办事处、朝: 출장소）は、在外公館の出先機関として設置されている事務所である。日本の公館については、2014年7月末まで出張駐在官事務所と呼ばれていたが（略称は駐在官事務所）、2014年8月1日付で領事事務所に改称された。但し、在ジョホールバル出張駐在官事務所のみ領事事務所に改称されないまま2014年末に閉鎖された。
なお、代理領事事務所（英: Consular Agency）とは国際法上の地位が異なる。代理領事事務所は、領事関係に関するウィーン条約において総領事館、領事館、副領事館と並ぶ領事機関として第一条1(a)で明確に規定されているが、領事事務所には直接の規定がない。

## 日本が設置している領事事務所
2024年1月時点で、日本は世界20都市に領事事務所を設置している。
| 接受国                      | 名称                           | 開設                                         |
| --------------------------- | ------------------------------ | -------------------------------------------- |
| アメリカ合衆国              | 在アンカレジ領事事務所         | 2005年に総領事館より降格                     |
| イラク／ クルディスタン     | 在エルビル領事事務所           | 2017年に新設                                 |
| パラグアイ                  | 在エンカルナシオン領事事務所   | 1995年に領事館より降格                       |
| ニュージーランド            | 在クライストチャーチ領事事務所 | 遅くとも1978年までに設置                     |
| オーストラリア              | 在ケアンズ領事事務所           | 1997年に新設                                 |
| 南アフリカ共和国            | 在ケープタウン領事事務所       | 1964年に新設                                 |
| マレーシア                  | 在コタキナバル領事事務所       | 2011年に総領事館より降格                     |
| アメリカ合衆国              | 在サイパン領事事務所           | 1979年に新設                                 |
| ボリビア                    | 在サンタクルス領事事務所       | 1962年に新設                                 |
| カンボジア                  | 在シェムリアップ領事事務所     | 2018年に新設                                 |
| スイス                      | 在ジュネーブ領事事務所         | 2010年に総領事館より降格                     |
| 中華人民共和国              | 在大連領事事務所               | 1993年に新設                                 |
| フランス領 ニューカレドニア | 在ヌメア領事事務所             | 2023年に新設                                 |
| ブラジル                    | 在ベレン領事事務所             | 2014年に総領事館より降格                     |
| アメリカ合衆国              | 在ポートランド領事事務所       | 2013年に総領事館より降格                     |
| ブラジル                    | 在ポルトアレグレ領事事務所     | 2006年に総領事館より降格                     |
| インドネシア                | 在マカッサル領事事務所         | 2009年に総領事館より降格                     |
| スペイン                    | 在ラスパルマス領事事務所       | 2003年に総領事館より降格                     |
| イスラエル／ パレスチナ     | 在ラマッラ領事事務所           | 1998年にガザにて開設、2007年にラマッラに移転 |
| フランス                    | 在リヨン領事事務所             | 2003年に新設                                 |

加えて、領事事務所または出張駐在官事務所から大使館や総領事館に昇格した在外公館は以下の通りである。
| 接受国           | 名称                             | 開設                                               |
| ---------------- | -------------------------------- | -------------------------------------------------- |
| カザフスタン     | 在アスタナ出張駐在官事務所       | 2005年に大使館へ昇格（旧首都からの大使館移転）     |
| ナイジェリア     | 在アブジャ出張駐在官事務所       | 2000年に大使館へ昇格（旧首都からの大使館移転）     |
| トルコ           | 在イスタンブール出張駐在官事務所 | 1965年に領事館へ昇格した後、1972年に総領事館へ昇格 |
| ロシア           | 在サハリン出張駐在官事務所       | 2001年に総領事館へ昇格                             |
| 中華人民共和国   | 在重慶出張駐在官事務所           | 2005年に総領事館へ昇格                             |
| フィリピン       | 在セブ領事事務所                 | 2021年に総領事館へ昇格                             |
| ベトナム         | 在ダナン領事事務所               | 2022年に総領事館へ昇格                             |
| フィリピン       | 在ダバオ領事事務所               | 2019年に総領事館へ昇格                             |
| タイ             | 在チェンマイ出張駐在官事務所     | 2004年に総領事館へ昇格                             |
| インドネシア     | 在デンパサール出張駐在官事務所   | 2006年に総領事館へ昇格                             |
| アラブ首長国連邦 | 在ドバイ出張駐在官事務所         | 1995年に総領事館へ昇格                             |
| ドイツ           | 在ハンブルク領事事務所           | 2016年に総領事館へ昇格                             |
| インド           | 在ベンガルール領事事務所         | 2017年に総領事館へ昇格                             |
| ブラジル         | 在レシフェ領事事務所             | 2018年に総領事館へ昇格                             |

## 日本に設置されている領事事務所
| 派遣国 | 名称                               | 開設         |
| ------ | ---------------------------------- | ------------ |
| ロシア | 在札幌ロシア連邦総領事館函館事務所 | 2003年に新設 |